# Фемарн-Бельт
Фемарн-Бельт (Немецкое произношениео файле), (дат. Femern Bælt, устар. Femer Bælt; н.-нем. Femernbelt) — пролив в западной части Балтийского моря, соединяющий Кильскую и Мекленбургскую бухты и расположенный между немецким островом Фемарн и датским островом Лолланн. Паромы, которые ходят через пролив, соединяют города Путтгарден и Редби на двух островах.
Пролив имеет ширину 18 километров и глубиной до 20-30 метров. Течение в проливе слабое и в основном зависит от ветра.

## Проект моста и тоннеля через пролив
Правительства Дании и Германии 29 июня 2007 года договорились о строительстве моста с целью замены паромного маршрута. Мост мог бы сократить на час время пересечения пролива и обеспечить большую пропускную способность.
30 ноября 2010 года стал известно, что проект туннеля является более предпочтительным, чем проект моста — из-за меньших рисков при строительстве столь протяжённого объекта.
В 2011 году датский парламент подавляющим большинством голосов (поддержано семью из восьми партиями) проголосовал за проект стоимостью 5,1 миллиарда евро, который планировалось открыть в 2020 году. Туннель должен иметь три отдельных канала, два с двумя полосами для автотранспорта в каждом направлении и один с двухпутной железнодорожной линией. Строительные работы начались в 2021 году, а срок сдачи — на 2029 год.